# Batrachyla
Batrachyla is een geslacht van kikkers uit de familie Batrachylidae. De wetenschappelijke naam Batrachyla werd voor het eerst wetenschappelijk gepubliceerd door Bell in 1843.
De groep werd lange tijd tot de Ceratophryidae gerekend. Er zijn 5 soorten die voorkomen in Chili en Argentinië.

## Soorten
Geslacht Batrachyla
- Soort Batrachyla antartandica Barrio, 1967
- Soort Batrachyla fitzroya Basso, 1994
- Soort Batrachyla leptopus Bell, 1843
- Soort Batrachyla nibaldoi Formas, 1997
- Soort Batrachyla taeniata (Girard, 1855)

Atelognathus · Batrachyla · Chaltenobatrachus · Hylorina